# Caio Suguino
Caio Suguino, vollständiger Name Caio Garcia Suguino, (* 3. November 1987 in São Bernardo do Campo) ist ein brasilianischer Fußballspieler.

## Karriere
Der 1,69 Meter große Mittelfeldakteur Caio Suguino begann seine Karriere 2007 in Reihen von ABC Natal in Brasilien. Bereits in der Saison 2006/07 wird er aber schon als Spieler des spanischen Klubs UD Poblense geführt. Dem schloss sich in der Spielzeit 2007/08 eine Station bei Alcobendas gefolgt von einem Engagement bei Atletic de Ciutadella in der Saison 2008/09 an. 2009/10 spielte er für ACU Arad in Rumänien. Er stand in den Spielzeiten 2010/11 und 2011/12 bei Milsami in Moldawien unter Vertrag. Dort bestritt er in diesen beiden Saisons 30 bzw. zwei Ligaspiele und erzielte drei bzw. zwei Treffer. Zudem kam er einmal in der Europa League zum Einsatz. Ebenfalls in der Spielzeit 2011/12 lief er in zwölf Ligabegegnungen (kein Tor) für Tarxien Rainbows und in vier Ligapartien (ein Tor) für Qormi FC aus Malta auf. In der Saison 2012/13 stand er bei Gzira United unter Vertrag. 2013 wird er als Spieler des EC Comercial (MS) geführt. Im selben Jahr sind zwei Spiele ohne persönlichen Torerfolg für den brasilianischen Klub Náutico FC in der Serie D verzeichnet. Zur Apertura 2013 schloss er sich dem ost-uruguayischen Klub Cerro Largo FC an. 2013/14 kam er dort in zwei Partien (kein Tor) der Primera División zum Einsatz. 2004 war er bei der brasilianischen Mannschaft des América T.O. aktiv. Seit der Spielzeit 2014/15 wurde er in Reihen des Schweizer Klubs FC Fribourg geführt. Er spielte mit seinem Klub in der 1. Liga, der vierthöchsten Schweizer Spielklasse und kam in 26 Ligapartien (zwei Tore) zum Einsatz. Im Juli 2016 wechselte er zum FC Stade Payerne in die 2. Liga interregional. Dort traf er dreimal bei elf Ligaeinsätzen ins gegnerische Tor. Mitte Februar 2017 zog es ihn zum Ligakonkurrenten FC Portalban/Gletterens. Er wurde bei den Schweizern 15-mal in der Liga eingesetzt und schoss sechs Tore. Zur Saison 2018/19 kehrte Caio zu Stade Payerne zurück. Seit 2019 ist er beim FC Corminboeuf.